# Дивизия
Дивизията е основно тактическо съединение с числен състав от 10 000 до 15 000 души. Организационно включва в състава си управление, няколко полка, бригади или батальона от съответния основен род войски, части или подразделения от други родове войски, специални войски и тил. Дивизията е основно тактическо звено във Въоръжените сили на много държави. Предназначена е за воденето на бой (общовойскови, въздушен, морски и ПВО) в състава на по-големи формирования – корпус, армия, флотилия и др., а в някои случаи и самостоятелно.

## Видове
В зависимост от принадлежността си към вида Въоръжени сили, рода войски, по предназначението си или по организацията и въоръжението си дивизиите се подразделят на пехотна (стрелкова, мотострелкова, мотопехотна), моторизирана, механизирана, танкова, артилерийска, въздушнодесантна, аеромобилна, авиационна, на ПВО, на морската пехота и др.